# Frédéric-Christian II de Schleswig-Holstein-Sonderbourg-Augustenbourg
Titre
Duc de Schleswig-Holstein-Sonderbourg-Augustenbourg
13 novembre 1794 – 14 juin 1814
(19 ans, 7 mois et 1 jour)
Frédéric-Christian II de Schleswig-Holstein-Sonderbourg-Augustenbourg (en allemand Friedrich Christian II von Schleswig-Holstein-Sonderburg-Augustenburg), né à Augustenbourg le 28 septembre 1765 et y mort le 14 juin 1814, est duc de Schleswig-Holstein-Sonderbourg-Augustenbourg de 1794 à 1814.

## Biographie
Fils de Frédéric-Christian Ier de Schleswig-Holstein-Sonderbourg-Augustenbourg et de Charlotte Amélie Wilhelmine de Schleswig-Holstein-Sonderbourg-Plön.
Frédéric-Christian II de Schleswig-Holstein-Sonderbourg-Augustenbourg épouse, le 27 mai 1786, la princesse Louise Augusta de Danemark (1771-1843), officiellement fille de Christian VII, mais notoirement connue pour être la fille du comte Johann Friedrich Struensee (1737-1772), amant de la reine Caroline-Mathilde (1751-1775).
Trois enfants sont nés de cette union :
- Caroline-Amélie de Schleswig-Holstein-Sonderbourg-Augustenbourg (1796-1881), qui épouse en 1815 Christian VIII (1786-1848) ;
- Christian-Auguste II de Schleswig-Holstein-Sonderbourg-Augustenbourg, duc de Schleswig-Holstein-Sonderbourg-Augustenbourg ;
- Frédéric de Schleswig-Holstein-Sonderbourg-Augustenbourg (1800-1865), prince von Noer, qui épouse en 1829 la comtesse Henriette Danneskjold-Samsøe (1806-1858).

Louise Augusta de Danemark nait pendant les années où sa mère est mariée au roi fou Christian VII, mais officieusement, il est notoire que son père naturel est Johann Friedrich Struensee, médecin de la Cour et régent au nom de Christian VII. En février 1779, le ministre des Affaires étrangères Andreas Peter Bernstorff imagine un plan astucieux concernant la princesse danoise. Plan utilisé dans les cas où les enfants royaux sont soupçonnés de ne pas être les enfants légitimes du roi, mais issus d'une relation adultère de leur mère. Étant donné qu'un garçon ou une fille pouvait hériter un jour du trône du Danemark, il parut judicieux au ministre des Affaires étrangères de marier au plus vite la princesse Louise Augusta avec le prince d'Augustenbourg. Ce plan eut des effets plutôt positifs, il permit de nouer des liens avec les deux lignées de la Maison royale du Danemark. La décision de la Maison d'Oldenbourg et de la Maison de Schleswig-Holstein-Sonderbourg-Augustenbourg empêcha l'éclatement du royaume du Danemark.
Le couple réside au château de Christianborg, celui-ci est ravagé par un incendie en 1794.
Au fil des ans, un conflit se développe entre son fils aîné Christian-Auguste II de Schleswig-Holstein-Sonderbourg-Augustenbourg et Frédéric VII à propos des deux duchés (Schleswig-Holstein) et son petit apanage autour de Sønderborg dont une partie appartient à Christian-Auguste II et l'autre partie à Frédéric VII.
En 1810, son frère cadet Charles-Auguste de Schleswig-Holstein-Sonderbourg-Augustenbourg est choisi par les Suédois comme prince héritier du royaume de Suède afin de succéder à Charles XIII, mais il meurt le 28 mai 1810.
En accord avec le comte Henri von Schimmelmann, ministre des finances et du commerce danois, Frédéric-Christian II de Schleswig-Holstein-Sonderbourg-Augustenbourg offre à Friedrich von Schiller une rente annuelle de 1.000 écus.

## Généalogie
Frédéric-Christian II de Schleswig-Holstein-Sonderbourg-Augustenbourg appartient à la première branche de la Maison de Schleswig-Holstein-Sonderbourg issue de la première branche de la Maison d'Oldenbourg. Cette lignée s'éteint en 1931 au décès de Albert de Schleswig-Holstein.